# Netscape Messenger 9
Netscape Messenger 9是由網景製作的一個跨平台的獨立電子郵件客戶端及新聞群組程式，建構於Mozilla Thunderbird。最初於2007年6月11日公開的時候以Netscape Mercury之名宣傳，這個郵件程式是設計來搭配網景新公開的瀏覽器Netscape Navigator 9用的。
最初的名稱Netscape Mercury其實是來自於羅馬神話中的傳遞信息的使者墨丘利，取代了之前在版本4到7之間所用的Netscape Mail and Newsgroups。
在2007年11月15日，網景公佈了Linux、Mac OS X和Windows用的Alpha1測試版本。

## 新功能與特色
Netscape Messenger包含了Mozilla Thunderbird 2.0.0.9所有的特色，另外整合了美國線上、AIM、Netscape.net的郵件帳號。以及擁有一個和Netscape Navigator 9相近的使用者介面。

## 版本歷史
- Netscape Messenger 9.0a1     – 2007年11月15日（基於Thunderbird2.0.0.9）